# Государственный совет Словении
Государственный совет Республики Словения (словен. Državni svet) — верхняя палата парламента республики. В отличие от нижней палаты — Государственного собрания — совет не избирается непосредственно населением. Члены совета представляют различные группы интересов в стране и избираются специальной коллегией выборщиков на пятилетний срок.

## Состав
Государственный совет Словении состоит из 40 членов, разделённых на группы:
- Группа интересов работодателей (4 члена)
- Группа интересов сотрудников (4 члена)
- Группа фермеров, ремесленников и работников сферы услуг (4 члена)
- Группа по интересам некоммерческой деятельности (6 членов)
- Группа местных интересов (22 члена)[1]

## Формирование
22 члена Группы местных интересов избираются в двадцати двух округах, которые могут включать одну или несколько общин. Если в избирательном округе имеется только одна община, коллегия выборщиков состоит из членов общинного собрания; в противном случае каждая община назначает в коллегию одного делегата на пять тысяч жителей.
Остальные 18 членов Государственного совета избираются коллегией выборщиков, сформированной из представителей ассоциаций и организаций гражданского общества, в том числе  профсоюзов. Депутаты Государственного собрания и чиновники не могут быть избранными в Государственный совет.

## Полномочия
Государственный совет может вносить законопроекты в Государственное собрание и представлять ему свои заключения по всем вопросам, входящим в сферу деятельности Совета; потребовать, чтобы Государственное собрание приняло повторное решение по нему до обнародования закона, потребовать проведения референдума или расследования специальным парламентским комитетом вопросов, имеющих общественное значение. Совет имеет право отлагательного вето, которое, однако, должно быть высказано в течение семи дней после того, как Государственное собрание приняло документ, вызывающий противодействие со стороны Совета.

## Председатели
1. Иван Кристан (1992—1997)
2. Тоне Хроват (1997—2002)
3. Янез Сушник (2002—2007)
4. Блаж Кавчич (2007—2012)
5. Митя Бервар (2012—2017)
6. Алойз Ковшца (2017—2022)
7. Марко Лотрич (с 2022)